# Santo Augusto
Santo Augusto es un municipio brasileño del estado de Rio Grande do Sul.
Se encuentra ubicado a una latitud de 27º51'03" Sur y una longitud de 53º46'38" Oeste, estando a una altitud de 528 metros sobre el nivel del mar. Su población estimada para el año 2004 era de 14.023 habitantes.
Ocupa una superficie de 468,02 km².